# Kate White (femme politique)
Pour les articles homonymes, voir Kate White et White.
Kate White, née le 6 avril 1977 à Whitehorse, est une femme politique (yukonnaise) canadienne.
Elle est élue députée qui représente de la circonscription de Takhini-Kopper King à l'Assemblée législative du Yukon lors de l'élection yukonnaise du 11 octobre 2011 et elle est membre du caucus du Nouveau Parti démocratique du Yukon. Depuis mai 2019, elle est chef du NPD du Yukon.
Lors de l'élection yukonnaise du 10 octobre 2006, elle fait campagne en vue d'obtenir un siège à l'Assemblée législative sous la bannière du même parti. Elle termine en troisième place contre Archie Lang dans une course à trois dans la circonscription électorale du Porter Creek Centre.